# Angelique Rockas

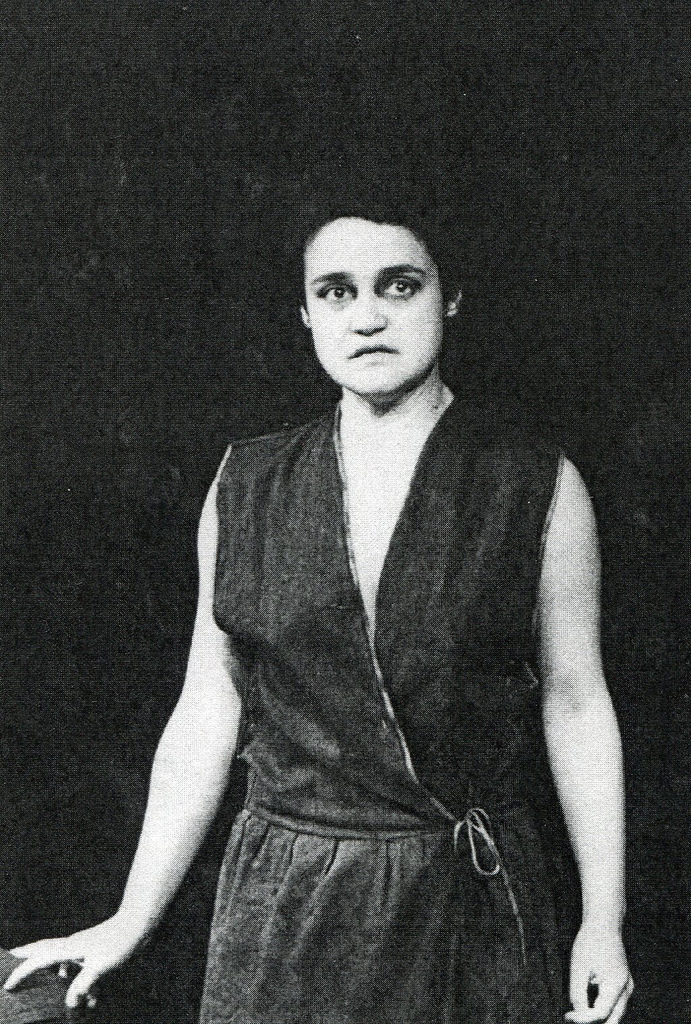
Angelique Rockas, Emma, 'El Campo', Griselda Gambaro

Angelique Rockas (Boksburg, Sudáfrica, 31 de agosto de 1951) es una actriz londinense de teatro, cine y televisión, que es pionera en el teatro multirracial y multinacional.

El nombre de su compañía de teatro fue el Teatro Internacionalista ( Internationalist Theatre).

## Educación
Rockas nació en Sudáfrica y es de ascendencia Griega. Se graduó de la Universidad de Witwatersrand con honores en Literatura Inglesa y una mayor en Filosofía, y se formó como actriz en la escuela de teatro de la Universidad de Ciudad del Cabo.

## Vida artística
Rockas comenzó su carrera teatral en Theatro Technis Londres con George Eugeniou (vide Wikipedia inglés),donde interpretó a Medea (Eurípides) por Euripides traducido por Philip Vellacott,[Enlace a la actuación en vivo a Medea]; y IO en Prometeo Encadenado por Esquilo.
Bajo el nombre de Angeliki (su nombre griego) Rockas, ella realizó en producciones de doble lenguaje (griego / inglés) basadas en improvisaciones sobre temas que afectaron a la comunidad grecochipriota./
- En 1980, Declan Donnellan dirigió la obra para New Theatre Company[16] en Theatre Space y Half Moon Theatre.[17] Los papeles principales interpretados por Malcolm Jamieson y Angelique Rockas recibieron elogios por sus actuaciones.[18][19]

Con el Teatro Internacionalista, aparte de los papeles de Emma en "El Campo" por Griselda Gambaro, y de La señorita Julie por August Strindberg incluyen: Carmen (en El Balcón por Genet), Yvette (en El Coraje de la Madre por Brecht), Miriam (en El Bar de un Hotel de Tokio,) y Tatiana (en Los Enemigos por Máximo Gorki).
Partes de la película incluyen Henrietta en The Witches (Las brujas) dirigido por Nicolas Roeg, Nereida en Oh Babylon! dirigido por Costas Ferris, y la Mujer de Mantenimiento en Atmósfera cero (Outland) por Peter Hyams.   En televisión ha desempeñado el papel principal, la Sra. Ortiki en la serie de televisión griega de Thodoros Maragos, Emmones Idees con Vaggelis Mourikis. Video .

## Producciones del Teatro Internacionalista
- El balcón por Jean Genet traducido por Bernard Frechtman (junio de 1981);[32][33][34][35][36]
- El primer estreno británico de cualquier obra de la gran dramaturgo latinoamericana Griselda Gambaro, El Campo traducido por William Oliver (octubre de 1981);[37][38][39]
- Madre Coraje y sus hijos por Bertolt Brecht traducido por Eric Bentley (marzo de 1982);[40][41][42][43]
- El estreno británico de Liola por Luigi Pirandello (julio de 1982) dirigido por Fabio Perselli que también hizo la traducción;[44][45][46][47]
- El estreno británico de En el Bar de un Hotel de Tokio por Tennessee Williams (mayo de 1983);[48][49][50]
- La señorita Julia por August Strindberg traducido por Michael Meyer (enero de 1994).[51][52][53][54]
- Los Enemigos por Maxim Gorky, una producción con Ann Pennington, (marzo de 1985)[55][56][57][58][59][60]

## Archivo
- Bertolt-Brecht-Archiv Akademie der Künste
- Archivado el 12 de septiembre de 2019 en Wayback Machine., Angelique Rockas/Manuscritos Occidentales (Western Manuscripts)
- Archivos del teatro Escocés (Scottish Theatre Archive) (digital) University of Glasgow Biblioteca (Library)  Angelique Rockas
- Angeliuqe Rockas Archivo /Archive: Correspondencia con grandes directores de cine incluyendo:Elia Kazan, Derek Jarman, Lindsay Anderson, Costa-Gavras, y con actriz Julie Christie sobre el proyecto de la película Yugoslavia / Kosovo
- APGRD Archivos, Centro de Clásicos University of Oxford Angeliki/ Angelique Rockas,Medea y Prometheo Encadenado

## Otras actividades
Rockas hace campaña por la justicia en Grecia. Ella fue nominada por Adamantia Agnelli de la Unesco para el CID.